# Stemhebbende alveolaire laterale fricatief
De stemhebbende alveolaire laterale fricatief is een medeklinker die in het Internationaal Fonetisch Alfabet wordt aangeduid met ɮ, en in X-SAMPA met K\.
De klank is vrij zeldzaam. De drie bekendste talen die de klank kennen zijn het Kabardijns, Mongools en Zoeloe.

## Kenmerken
- De manier van articulatie is fricatief, wat wil zeggen dat de klank geproduceerd wordt door hinder die de luchtstroom ondervindt op de plaats van articulatie, waardoor turbulentie ontstaat.
- Het articulatiepunt is alveolaar, wat wil zeggen dat de klank uitgesproken wordt door de tong contact te laten maken met de bovenste tandkas of superieure alveolare rand.
- Het type articulatie is stemhebbend, wat wil zeggen dat de stembanden meetrillen bij het articuleren van de klank.
- Het is een orale medeklinker, wat wil zeggen dat de lucht door de mond naar buiten stroomt.
- Het is een laterale medeklinker, wat wil zeggen dat de lucht langs de zijkanten van de tong stroomt.
- Het luchtstroommechanisme is pulmonisch-egressief, wat wil zeggen dat lucht uit de longen gestuwd wordt, in plaats van uit de glottis of de mond.

Deze pagina bevat fonetische informatie in het IPA, die in sommige browsers mogelijk niet correct wordt weergegeven.
Waar symbolen in paren voorkomen, vertegenwoordigt het rechter teken een stemhebbende medeklinker. Gearceerde gebieden bevatten medeklinkers die worden beschouwd als onuitspreekbaar.
Zie ook: IPA, Klinkers